# イン・ヴェイン
イン･ヴェイン(In Vain)はノルウェー出身のプログレッシヴデスメタルバンド。場合によっては、ブラックメタルやゴシックメタルにも分類される。

## メンバー

### 現在のメンバー
- アンドレアス・フリグスタ (Andreas Frigstad) - ボーカル
- ヨーナル・ホーラン (Johnar Håland) - ギター、バッキングボーカル
- シェティル・ペーデシェン (Kjetil D. Pedersen) - ギター
- アレクサンデル・レボースキー・ボーエ (Alexander Lebowski Bøe) - ベース
- シンドレ・ネッドラン (Sindre Nedland) - キーボード、クリーンボーカル
- トビアス・オイモ・ソルバック (Tobias Øymo Solbakk) - ドラムス

### 旧メンバー
- マグヌス・オラヴ・ツヴェイテン (Magnus Olav Tveiten) - ギター
- エヴェン・フグレスタ (Even Fuglestad) - ギター
- オーレ・ヴィストネス (Ole Vistnes) - ベース
- クリスティアン・ヴィクストル (Kristian Wikstøl) - ベース、バッキングボーカル
- スティグ・レインハートセン (Stig Reinhardtsen) - ドラムス

## ディスコグラフィ
- Will the Sun Ever Rise? (Demo) (2004)
- Wounds (EP) (2005)
- The Latter Rain (2007)
- Mantra (2010)
- Against the Grain (Single) (2013)
- Ænigma (2013)
- Currents (2018)